# Bolševici

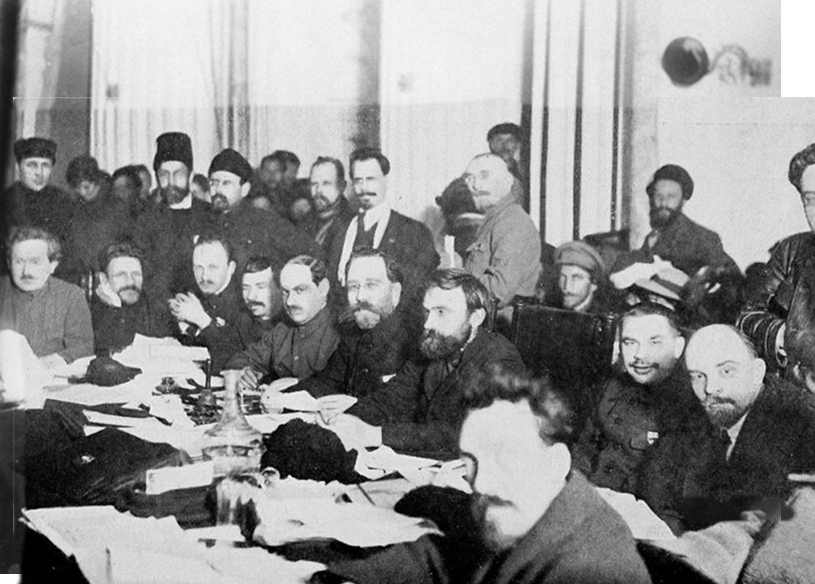
Stranická schůze. Zleva sedí : Avel Enukidze, Michail Kalinin, Nikolaj Bucharin, Michail Tomskij, Michail Laševič, Lev Kameněv, Jevgenij Preobraženskij, Leonid Serebrjakov, Vladimir Iljič Lenin a Alexej Rykov.

Bolševici (rusky большевики) je původně označení příslušníků Leninem vedené radikální frakce Ruské sociálně demokratické dělnické strany, ostatní členové strany byli označováni jako menševici. Po získání moci v Říjnové revoluci 1917 bylo toto označení až do roku 1952 součástí oficiálního názvu ruské, respektive sovětské komunistické strany. Pojem bolševismus označoval politiku a ideologii této frakce, která prosazovala násilnou, revoluční politiku a odsuzovala umírněnou („oportunistickou“) reformní sociálně-demokratickou politiku menševiků. Později je jejich ideologie známá pod označením marxismus-leninismus a byla přejímana komunistickými stranami dalších zemí.

## Dějiny
Pojem „bolševik“ je používán od 2. sjezdu Ruské sociálně demokratické dělnické strany v roce 1903, na kterém se strana rozštěpila na frakci radikálních tzv. bolševiků (doslova „majících většinu“) a ostatních tzv. menševiků (doslova „majících menšinu“). Bolševismus se zakládal na Leninově učení o diktatuře proletariátu, imperialismu a socialistické revoluci, které chtěli dosáhnout ozbrojeným povstáním bez spolupráce s liberálními stranami. Vedl je sám Lenin.
Naopak menševici byli zastánci klasického marxismu, a tedy tvrdili, že komunismu lze dosáhnout pouze v ekonomicky vyspělém státě, s masovou podporou, a příslušné postupné „revoluci“ musí nejprve předcházet „buržoazní revoluce“ (která se v Rusku na rozdíl od západní Evropy - např. Francouzské revoluce - nikdy neuskutečnila, neboť v marxistickém chápání bylo Rusko stále „feudálním státem“).

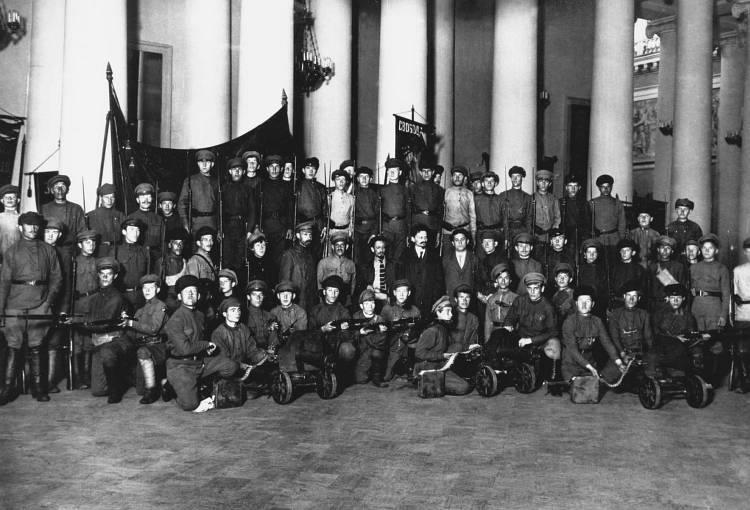
Trockij, Sverdlov, Zinovjev a další bolševici střeží Ustavodárné shromáždění, které bylo 19. ledna 1918 rozehnáno

Navzdory názvu byli původně menševici ve straně ve většině a bolševici v menšině (kromě zmíněného 2. sjezdu). Bolševici se v roce 1912 jako strana osamostatnili. V roce 1917 však bolševici ve volbách a podobně začínali získávat vliv a říjnovou revolucí proti Kerenského vládě v listopadu 1917 se násilnou revolucí (tedy přesně podle svého učení) dostali v Rusku k moci a získali absolutní moc.
Ve volbách do Všeruského ústavodárného shromáždění, které se konaly 25. listopadu 1917, získali bolševici pouze 23,9 % hlasů. Lenin nechal 19. ledna 1918 Ústavodárné shromáždění rozehnat a tím zahájil vládu jedné strany. V roce 1918 se jejich frakce / strana přejmenovala na „Velká Komunistická strana Ruska (bolševiků)“ od roku 1925 „Všesvazová komunistická strana (bolševiků)“, od roku 1952 Komunistická strana Sovětského svazu. V roce 1921 bolševici zakázali v Rusku (pozdějším Sovětském svazu) všechny ostatní politické strany včetně menševiků.

### Bolševizace
Kolem roku 1930 proběhla v zahraničí tzv. bolševizace neboli změna politické orientace komunistických stran pod vlivem sovětské komunistické strany bolševiků. Spustil ji 5. kongres Komunistické internacionály v roce 1924. V Československu bolševické křídlo tzv. karlínských kluků vedené Klementem Gottwaldem zvítězilo v roce 1929, kdy se zmocnilo vedení KSČ na jejím 5. sjezdu.